# Siège de Barcelone (1706)
 (septembre 2018).
Si vous disposez d'ouvrages ou d'articles de référence ou si vous connaissez des sites web de qualité traitant du thème abordé ici, merci de compléter l'article en donnant les références utiles à sa vérifiabilité et en les liant à la section « Notes et références ».
Pour les articles homonymes, voir Siège de Barcelone.
Guerre de Succession d'Espagne
Batailles
Campagnes de Flandre et du Rhin
- Landau (1702)
- Friedlingen (1702)
- Kehl (1703)
- Ekeren (1703)
- Höchstädt (1703)
- Spire (1703)
- Schellenberg (Donauworth) (1704)
- Blenheim (1704)
- Landau (1704)
- Vieux-Brisach (1704)
- Eliksem (1705)
- Ramillies (1706)
- Stollhofen (1707)
- Cap Béveziers (1707)
- Cap Lizard (1707)
- Audenarde (1708)
- Wynendaele (1708)
- Lille (1708)
- Gand (1708)
- Malplaquet (1709)
- Douai (1710)
- Bouchain (1711)
- Denain (1712)
- Bouchain (1712)
- Douai (1712)
- Landau (1713)
- Fribourg (1713)

Campagnes d'Italie
- Carpi (1701)
- Chiari (1701)
- Crémone (1702)
- Luzzara (1702)
- Verceil (1704)
- Cassano (1705)
- Nice (1705-1706)
- Calcinato (1706)
- Turin (1706)
- Castiglione (1706)
- Toulon (1707)
- Gaeta (1707)
- Cesana (1708)
- Syracuse (1710)

Campagnes d'Espagne et de Portugal
- Cadix (1702)
- Vigo (navale 1702)
- Cap de la Roque (1703)
- Gibraltar (août 1704)
- Ceuta (1704) (es)
- Málaga (1704)
- Gibraltar (1704-1705)
- Marbella (1705)
- Montjuïc (1705)
- Barcelone (1705)
- Badajoz (1705)
- Barcelone (1706)
- Murcie (1706) (es)
- El Albujón (1706) (es)
- Santa Cruz de Ténérife (1706) (en)
- Almansa (1707)
- Xàtiva (1707)
- Ciudad Rodrigo (1707) (en)
- Lérida (1707)
- Tortosa (1708)
- Minorque (1708)
- Gudiña (1709)
- Almenar (1710)
- Saragosse (1710)
- Brihuega (1710)
- Villaviciosa (1710)
- Barcelone (1713-1714)

Campagnes de Hongrie
- Saint-Gotthard (1703) (en)
- Biskupice (1704) (en)
- Smolenice (1704) (en)
- Koroncó (1704) (en)
- Zsibó (1705) (en)
- Saint-Gotthard (1705) (en)
- Trenčín (1708) (en)

Antilles et Amérique du sud
- Santa Marta (1702)
- Guadeloupe (1703)
- Nassau (1703)
- Colonia del Sacramento (1704)
- Carthagène (1708)
- Rio (1710)
- Carthagène (1711)
- Rio (1711)
- Cassard (1712)

Le siège de Barcelone de 1706 est une bataille de la guerre de Succession espagnole.
Le 9 octobre 1705, Barcelone s'était rendue aux forces pro-autrichiennes (siège de Barcelone de 1705) et Carlos III y avait installé sa cour. Cela poussa Philippe V à vouloir récupérer la ville. Ainsi, une armée de 18 000 hommes aux ordres du duc de Noailles et du maréchal Tessé commence le siège de Sarrià le 3 avril 1706. À la fin du mois d'avril, les troupes de Philippe V contrôlaient le château de Montjuïc depuis lequel ils préparent l'assaut de la ville. Mais le 27 avril arrive à Barcelone une flotte anglo-hollandaise composée de 56 bateaux avec plus de 10 000 hommes à bord commandée par l'amiral John Leake qui oblige la levée du siège.

## Antécédents
Dans son testament, Charles II nomme Philippe d'Anjou, petit fils de Louis XIV comme son successeur au trône d'Espagne. Ce rapprochement des couronnes Française et Espagnole menace l'équilibre des puissances en Europe et une grande alliance se crée pour imposer Charles de Habsbourg sur le trône de Madrid.
Après la prise de Gibraltar, Charles de Habsbourg se dirige vers la Méditerranée. Barcelone, assiégée par les troupes de Charles Mordaunt capitule le 9 octobre 1705. Ainsi, le 22 octobre Charles de Habsbourg entre dans Barcelone. Le 7 novembre 1705 il jure de respecter les constitutions catalanes, sous le nom de Carlos III.
Philippe d'Anjou conscient du danger que supposait Barcelone aux mains de l'ennemi décide d'attaquer et il demande à René de Froulay de Tessé de se diriger à toute vitesse vers Barcelone. D'autres troupes arriveront depuis la France, dirigées par Louis Alexandre de Bourbon, comte de Toulouse, avec canons et munitions. Les troupes arrivent le 3 avril 1706 devant la ville et entament le siège.

## La bataille

### L'armée des Bourbons
Philippe d'Anjou s’établit à Sarrià avec 18 000 hommes et le soutien de Louis-Alexandre de Bourbon.

### La défense de Barcelone
Pour défendre Barcelone, Charles compte sur 8 500 hommes : 4 500 membres de la milice locale, 2 000 hommes d'infanterie entre Anglais, Allemands et Hollandais, quelque 1 000 Catalans réguliers et un autre millier de volontaires catalans. En sus, il pouvait compter sur 400 dragons, entre Catalans et Anglais.

### La flotte austrophile
Le 3 avril 1706, les 21 navires de ligne de John Leake sont réunis à Gibraltar avec les six navires de John Price, les sept de Jacob II van Wassenaer Obdam (nl) qui comptait aussi six frégates, flotte dans laquelle était embarqué James Stanhope. Le 5, Leake reçut une lettre de Charles de Habsbourg l'informant que les troupes des Bourbons prétendaient assiéger Barcelone, et lui demande de venir à son secours. Ils arrivent à Altea le 18 avril, où le jour suivant Sir George Byng avec quatorze navires de ligne se joint à eux, et trois jours plus tard, c'est au tour de la flotte de Hovenden Walker, avec cinq navires de ligne supplémentaires d'arriver.
La flotte anglaise se dirige vers Majorque et de là à Tortosa, où le 26 avril embarquent 2 000 hommes de Lord Peterborough.

## Le siège
Le 19 avril, le château de Montjuïc, dont René de Froulay de Tessé croyait être la clef pour prendre la ville, est attaqué avec l'artillerie et la majeure partie de l'infanterie. Arthur Chichester (Lord Donegal) y résiste avec sept cents membres des troupes régulières anglaises.
Lord Donegal résiste jusqu'au 25 avril, puis Montjuic tombe aux mains de Philippe d'Anjou. La muraille de Barcelone est ainsi attaquée par l'artillerie et le feu se concentre sur la zone de Saint-Antoine, où se produit une importante fissure.
Le 27 avril la grande flotte anglaise s'approchant de Barcelone entraine la fuite de la petite flotte française. Les troupes austrophiles réussissent ainsi à entrer dans la ville. L'arrivée de ces renforts remonte le moral des assiégés alors que les assiégeants rencontrent de plus en plus de difficultés pour continuer le siège (Maladie de Noailles, erreur des artilleurs, ravitaillement...). Dans la nuit du 10 au 11 mai, les troupes de Tessé abandonnent précipitamment le siège laissant armes et munitions sur place. Dans leur retraite, ils sont harcelés par les miquelets. Le duc de Noailles parvint finalement à négocier avec eux pour finir le voyage vers la frontière Française sans être inquiété.

## Conséquences
La capture de matériel de guerre a été très importante : 106 canons de bronze, 27 mortiers, 5 000 tonneaux de poudre, 40 000 cartuchos[Quoi ?], 500 tonneaux de balles de mosquetes[Quoi ?], 2 000 bombes, 2 000 grenades et 12 300 grenades de main[Quoi ?].
La Catalogne reste aux mains de Charles de Habsbourg jusqu'à la fin du conflit et la signature du Traités d'Utrecht ou Philippe V est finalement reconnu comme souverain de l'Espagne par le reste des puissances européennes.